# Пахиметрия роговицы

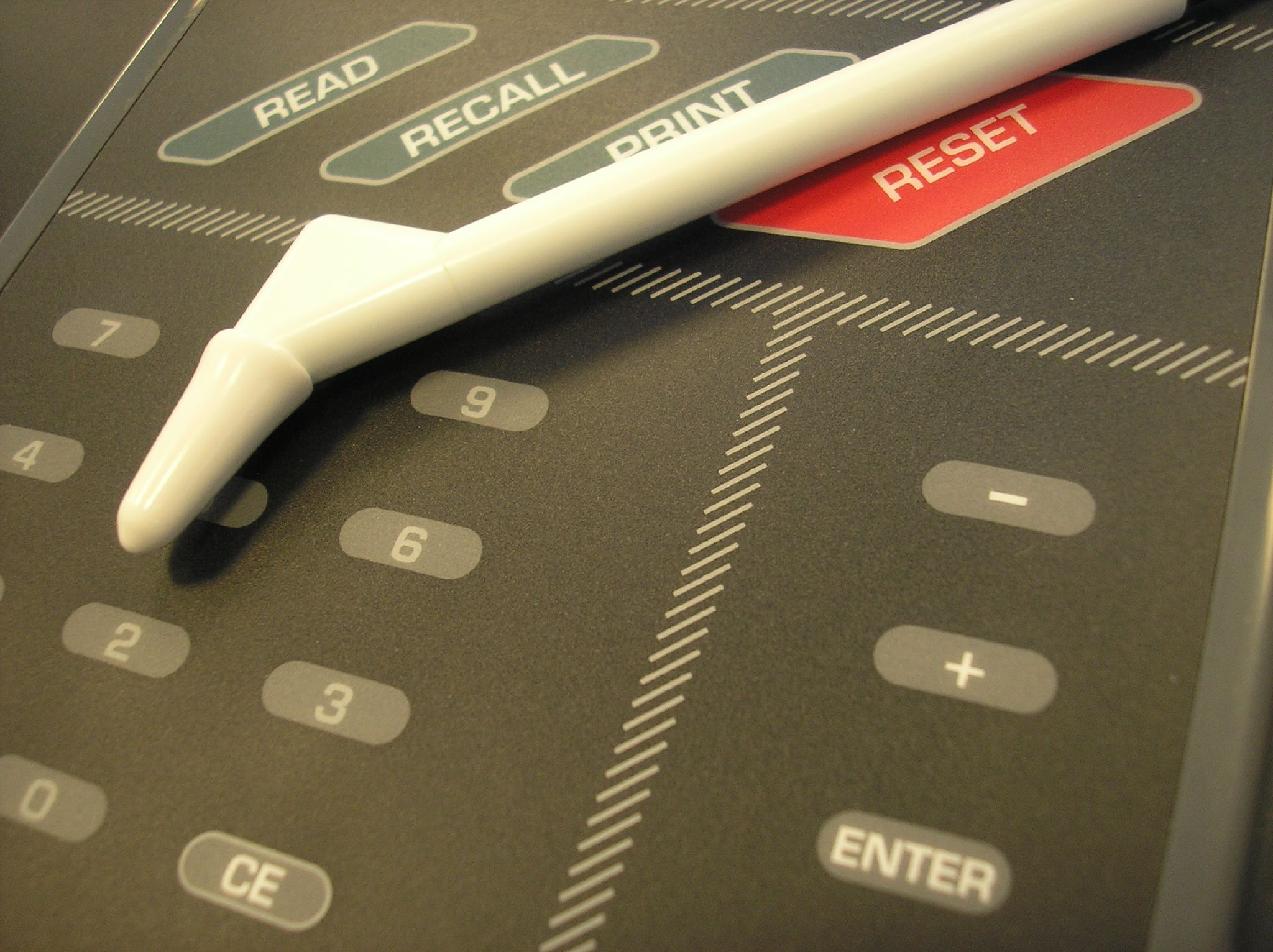
Ультразвуковой пахиметр.

Пахиметрия роговицы — измерение толщины роговицы с помощью ультразвука либо оптики.
Методики оптического расчёта толщины роговицы были описаны в 1951 году, а ультразвуковой пахиметр впервые введён в практику в 1980 году.
Толщина роговицы здорового человека варьирует от 410 до 625 мкм, в среднем составляя 550 мкм; снизу от центра она чуть толще, чем кверху.:232
Пахиметрия используется для:
- оценки необходимости коррекции данных внутриглазного давления (чем толще роговица, тем более завышенные данные показывают приборы для измерения внутриглазного давления, и наоборот)
- оценки степени отёка роговицы при нарушениях функции эндотелия;
- оценки снижения толщины роговицы при кератоконусе;
- планирования хирургических процедур (LASIK, кератотомия);
- мониторинга состояния глаза после пересадки роговицы.